# フジテレビ平日正午枠の連続ドラマ
『フジテレビ平日正午枠の連続ドラマ』（フジテレビへいじつしょうごわくのれんぞくドラマ）は、1964年5月4日 - 1965年4月および1966年10月31日 - 1967年3月の2期に渡って、フジテレビ系列の平日12:00 - 12:15（JST）に放送された昼ドラの放送枠である。

## 概要
フジテレビの平日正午枠は、開局以来「15分箱番組」+「30分箱番組」+「ミニ番組」体制が続いていたが、平日13時枠の昼ドラ『ライオン奥様劇場』『東海テレビ制作昼の帯ドラマ』が人気を上げたため、新たに平日12:00 - 12:15の枠にも昼ドラを設置した。まず『おんな・その愛』から2本制作、しばらく中断した後、『伊都子』『おしんこさん』の2本を制作した。だが1967年の3月を以てこの昼ドラは廃枠、継続中の『おしんこさん』は平日13:45に移動し、1976年3月までこの枠で15分昼ドラが継続される。その一方、1年後の1968年3月には「15分帯番組」と「30分箱番組」は、4月1日開始の帯バラエティ『お昼のゴールデンショー』設置のために全廃、フジテレビ正午枠の昼ドラは、1977年4月開始の『お昼のテレビ小説』（平日12:30 - 13:00）まで中断する。

## 放送作品一覧
- おんな・その愛（1964年5月4日 - 7月31日）
- 目白さんこんにちは 「悲しきランデブー」（1964年8月3日 - 1965年2月5日）
- 暖流（再）（1965年2月8日 - 4月）

（この間、ドラマ中断）
- 伊都子（1966年10月31日 - 12月30日）
- おしんこさん（1967年1月 - 3月）